# Croton steenkampianus
Espèce
Croton steenkampianus est une espèce de plantes à fleurs du genre Croton et de la famille des Euphorbiaceae, présente en Tanzanie (Uzaramo), au sud du Mozambique jusqu'au sud de l'Afrique.